# 國家儀器
国家仪器股份有限公司（英語：National Instruments，缩写NI，NASDAQ：NATI）是一家美国公司，从事与测试、控制、设计领域相关的，包括虚拟仪器和电子测试设备等工程软件的开发。著名产品有图形开发环境LabVIEW、C语言虚拟仪器应用系统LabWindows/CVI、集成电路分析程序NI Multisim等等；硬件产品包括VXI总线、PXI总线、VME总线的框架与模块，IEEE-488接口以及内部整合电路和其他自动化技术的标准。
作为一家自2000年連續11年入選財富雜誌百大最佳工作環境名单的公司，国家仪器在全球范围内拥有五千余名员工并在41个国家经营。

## 历史
20世纪70年代初期，詹姆斯·楚查德博士、比尔·诺林和杰夫·科多斯基三个年轻人在得克萨斯州大学奥斯汀分校的应用研究实验室中工作。因为从事对美国海军项目的研究，这些人使用了早期的计算机技术来收集和分析数据。 当时数据收集方法的低效使他们十分沮丧，于是他们决定创造一种新产品，来使他们的任务变得轻松。 1976年，在詹姆斯·楚查德家的车库里，三个小伙子建立了一家公司。

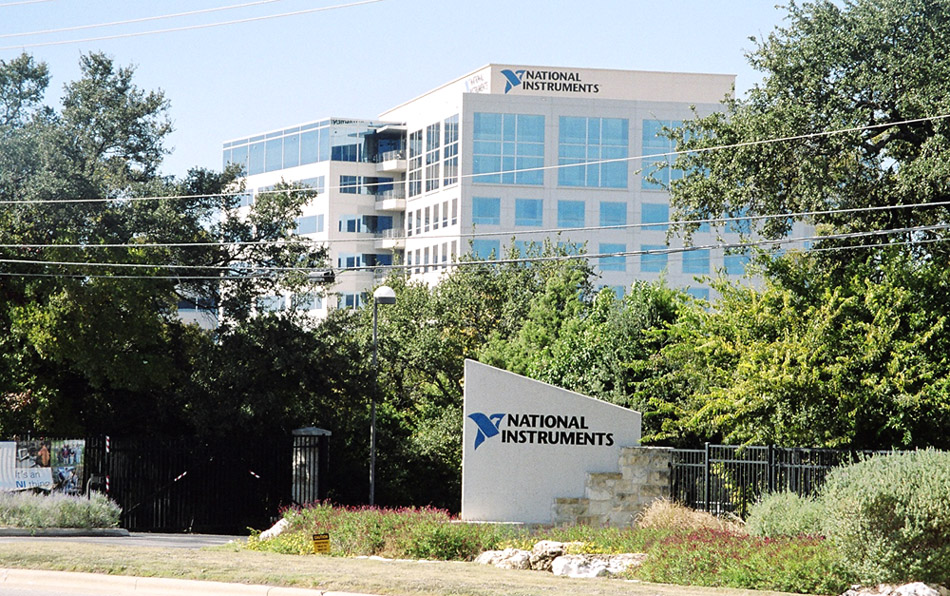
国家仪器在奥斯汀的园区

最初公司命名时曾有过“长角牛仪器”、“德克萨斯数据”等创意，但提交申请时均遭到拒绝，于是最终采用了如今的名称：“国家仪器”。
公司成立后，从Interfirst银行贷款一万美元并购置了一台PDP-11小型计算机。设置和建造GPIB接口是公司接手的第一个项目，第一个成功的订单则是向位于圣安东尼奥的凯利空军基地推销而得的。由于三人受聘于学校，所以在1977年他们雇佣了第一位全职人员来负责订单、账单与客户服务。随着公司交易额的扩大，1978年，他们搬到了一个56平方米的办公室内。
1980年，三人从学校辞去工作全职投入公司的发展，公司也搬到了一个拥有500平方米的办公室内。为了帮助创收，公司接手了许多特别项目，包括油泵信用卡系统和美国海军声纳测试所需的波形发生器。到1981年，该公司已达成100万美元的销售大关，因此他们1982年迁移到拥有1000平方米的一间更大的办公室。
1986年，LabVIEW这一基于苹果机环境下的著名图形开发系统推出。这款软件使工程师和科学家们可以生动的采用“电线”等图形进行编程，而非像之前一样基于代码来输入文字。通过人们更直观的使用和框架结构的减少，生产力得以大大提高，这使得LabVIEW一经发布便大受欢迎。次年，基于DOS环境的LabVIEW新版本LabWindows发布。伴随着这如今已成为旗舰产品的面市，NI提出了“软件就是仪器”的口号，开辟了虚拟仪器这一全新的概念。
此时的国家仪器公司已经拥有了100名员工，为了提高员工的工作积极性，员工的每一份成就都会得到赞誉。在1987年，公司决定直接销售产品而非继续通过代理，于是在日本东京开设了第一家国际分公司。
1990年公司挪到了奥斯汀湖畔的一栋建筑里，并于1991年将其购置。因紧邻当地一座桥，又称为“硅丘桥点”（"Silicon Hills = Bridge Point."）。1991年，公司通过LabVIEW获得了第一份专利。其后，他们相继发明了SCXI，LabWindows/CVI等，并开设了NI园区。
2002年，公司在匈牙利第二大城市德布勒森开设第一家海外工厂。
2009年，公司在檳城開設第二家海外分行，擔任了行政，IT，生產等的要職
2015年，NI台灣從原來的美商國家儀器股份有限公司台灣分公司，更名為國家儀器股份有限公司。

## 主要产品
- LabVIEW
- LabWindows/CVI
- NI Multisim
- PXI总线（英语：PCI eXtensions for Instrumentation）